# Abaújszántó
Abaújszántó – miasto i gmina w północno-wschodniej części Węgier, w komitacie Borsod-Abaúj-Zemplén, w powiecie Abaúj-Hegyköz.

## Położenie
Miejscowość leży na obszarze niewysokiego pasma Gór Zemplińskich (węg. Zempléni-hegység), będącego częścią Średniogórza Północnowęgierskiego, w pobliżu granicy ze Słowacją. Administracyjnie gmina należy do powiatu Abaúj-Hegyköz, wchodzącego w skład komitatu Borsod-Abaúj-Zemplén i jest jedną z jego 24 gmin.